# Юнацька збірна Північної Македонії з футболу (U-17)
Юнацька збірна Північної Македонії з футболу (U-17) — національна футбольна збірна Північної Македонія гравців віком до 17 років, яка контролюється Футбольною федерацією Македонії. Представляє Північну Македонію на чемпіонаті світу U-17 та чемпіонаті Європи U-17.

## Виступи

### Чемпіонат світу U-17
| Рік                             | Стадія            | Місце             | Іг                | В                 | Н                 | П                 | ЗМ                | ПМ                |
| ------------------------------- | ----------------- | ----------------- | ----------------- | ----------------- | ----------------- | ----------------- | ----------------- | ----------------- |
| Китай 1985                      | Не кваліфікувався | Не кваліфікувався | Не кваліфікувався | Не кваліфікувався | Не кваліфікувався | Не кваліфікувався | Не кваліфікувався | Не кваліфікувався |
| Канада 1987                     | Не кваліфікувався | Не кваліфікувався | Не кваліфікувався | Не кваліфікувався | Не кваліфікувався | Не кваліфікувався | Не кваліфікувався | Не кваліфікувався |
| Шотландія 1989                  | Не кваліфікувався | Не кваліфікувався | Не кваліфікувався | Не кваліфікувався | Не кваліфікувався | Не кваліфікувався | Не кваліфікувався | Не кваліфікувався |
| Італія 1991                     | Не кваліфікувався | Не кваліфікувався | Не кваліфікувався | Не кваліфікувався | Не кваліфікувався | Не кваліфікувався | Не кваліфікувався | Не кваліфікувався |
| Японія 1993                     | Не кваліфікувався | Не кваліфікувався | Не кваліфікувався | Не кваліфікувався | Не кваліфікувався | Не кваліфікувався | Не кваліфікувався | Не кваліфікувався |
| Еквадор 1995                    | Не кваліфікувався | Не кваліфікувався | Не кваліфікувався | Не кваліфікувався | Не кваліфікувався | Не кваліфікувався | Не кваліфікувався | Не кваліфікувався |
| Єгипет 1997                     | Не кваліфікувався | Не кваліфікувався | Не кваліфікувався | Не кваліфікувався | Не кваліфікувався | Не кваліфікувався | Не кваліфікувався | Не кваліфікувався |
| Нова Зеландія 1999              | Не кваліфікувався | Не кваліфікувався | Не кваліфікувався | Не кваліфікувався | Не кваліфікувався | Не кваліфікувався | Не кваліфікувався | Не кваліфікувався |
| Тринідад і Тобаго 2001          | Не кваліфікувався | Не кваліфікувався | Не кваліфікувався | Не кваліфікувався | Не кваліфікувався | Не кваліфікувався | Не кваліфікувався | Не кваліфікувався |
| Фінляндія 2003                  | Не кваліфікувався | Не кваліфікувався | Не кваліфікувався | Не кваліфікувався | Не кваліфікувався | Не кваліфікувався | Не кваліфікувався | Не кваліфікувався |
| Перу 2005                       | Не кваліфікувався | Не кваліфікувався | Не кваліфікувався | Не кваліфікувався | Не кваліфікувався | Не кваліфікувався | Не кваліфікувався | Не кваліфікувався |
| Південна Корея 2007             | Не кваліфікувався | Не кваліфікувався | Не кваліфікувався | Не кваліфікувався | Не кваліфікувався | Не кваліфікувався | Не кваліфікувався | Не кваліфікувався |
| Нігерія 2009                    | Не кваліфікувався | Не кваліфікувався | Не кваліфікувався | Не кваліфікувався | Не кваліфікувався | Не кваліфікувався | Не кваліфікувався | Не кваліфікувався |
| Мексика 2011                    | Не кваліфікувався | Не кваліфікувався | Не кваліфікувався | Не кваліфікувався | Не кваліфікувався | Не кваліфікувався | Не кваліфікувався | Не кваліфікувався |
| Об'єднані Арабські Емірати 2013 | Не кваліфікувався | Не кваліфікувався | Не кваліфікувався | Не кваліфікувався | Не кваліфікувався | Не кваліфікувався | Не кваліфікувався | Не кваліфікувався |
| Чилі 2015                       | Не кваліфікувався | Не кваліфікувався | Не кваліфікувався | Не кваліфікувався | Не кваліфікувався | Не кваліфікувався | Не кваліфікувався | Не кваліфікувався |
| Індія 2017                      | Не кваліфікувався | Не кваліфікувався | Не кваліфікувався | Не кваліфікувався | Не кваліфікувався | Не кваліфікувався | Не кваліфікувався | Не кваліфікувався |
| Бразилія 2019                   | Не кваліфікувався | Не кваліфікувався | Не кваліфікувався | Не кваліфікувався | Не кваліфікувався | Не кваліфікувався | Не кваліфікувався | Не кваліфікувався |
| ? 2021                          | Не визначено      | Не визначено      | Не визначено      | Не визначено      | Не визначено      | Не визначено      | Не визначено      | Не визначено      |
| Загалом                         | 0/18              | 0                 | 0                 | 0                 | 0                 | 0                 | 0                 | 0                 |

### Чемпіонат Європи U-17
| Рік           | Раунд                   | Іг                      | В                       | Н                       | П                       | ЗМ                      | ПМ                      |
| ------------- | ----------------------- | ----------------------- | ----------------------- | ----------------------- | ----------------------- | ----------------------- | ----------------------- |
| antes de 1995 | У складі Югославії U-17 | У складі Югославії U-17 | У складі Югославії U-17 | У складі Югославії U-17 | У складі Югославії U-17 | У складі Югославії U-17 | У складі Югославії U-17 |
| 1996          | Не кваліфікувалася      | Не кваліфікувалася      | Не кваліфікувалася      | Не кваліфікувалася      | Не кваліфікувалася      | Не кваліфікувалася      | Не кваліфікувалася      |
| 1997          | Не кваліфікувалася      | Не кваліфікувалася      | Не кваліфікувалася      | Не кваліфікувалася      | Не кваліфікувалася      | Не кваліфікувалася      | Не кваліфікувалася      |
| 1998          | Не кваліфікувалася      | Не кваліфікувалася      | Не кваліфікувалася      | Не кваліфікувалася      | Не кваліфікувалася      | Не кваліфікувалася      | Не кваліфікувалася      |
| 1999          | Не кваліфікувалася      | Не кваліфікувалася      | Не кваліфікувалася      | Не кваліфікувалася      | Не кваліфікувалася      | Не кваліфікувалася      | Не кваліфікувалася      |
| 2000          | Не кваліфікувалася      | Не кваліфікувалася      | Не кваліфікувалася      | Не кваліфікувалася      | Не кваліфікувалася      | Не кваліфікувалася      | Не кваліфікувалася      |
| 2001          | Не кваліфікувалася      | Не кваліфікувалася      | Не кваліфікувалася      | Не кваліфікувалася      | Не кваліфікувалася      | Не кваліфікувалася      | Не кваліфікувалася      |
| 2002          | Не кваліфікувалася      | Не кваліфікувалася      | Не кваліфікувалася      | Не кваліфікувалася      | Не кваліфікувалася      | Не кваліфікувалася      | Не кваліфікувалася      |
| 2003          | Не кваліфікувалася      | Не кваліфікувалася      | Не кваліфікувалася      | Не кваліфікувалася      | Не кваліфікувалася      | Не кваліфікувалася      | Не кваліфікувалася      |
| 2004          | Не кваліфікувалася      | Не кваліфікувалася      | Не кваліфікувалася      | Не кваліфікувалася      | Не кваліфікувалася      | Не кваліфікувалася      | Не кваліфікувалася      |
| 2005          | Не кваліфікувалася      | Не кваліфікувалася      | Не кваліфікувалася      | Не кваліфікувалася      | Не кваліфікувалася      | Не кваліфікувалася      | Не кваліфікувалася      |
| 2006          | Не кваліфікувалася      | Не кваліфікувалася      | Не кваліфікувалася      | Не кваліфікувалася      | Не кваліфікувалася      | Не кваліфікувалася      | Не кваліфікувалася      |
| 2007          | Не кваліфікувалася      | Не кваліфікувалася      | Не кваліфікувалася      | Не кваліфікувалася      | Не кваліфікувалася      | Не кваліфікувалася      | Не кваліфікувалася      |
| 2008          | Не кваліфікувалася      | Не кваліфікувалася      | Не кваліфікувалася      | Не кваліфікувалася      | Не кваліфікувалася      | Не кваліфікувалася      | Не кваліфікувалася      |
| 2009          | Не кваліфікувалася      | Не кваліфікувалася      | Не кваліфікувалася      | Не кваліфікувалася      | Не кваліфікувалася      | Не кваліфікувалася      | Не кваліфікувалася      |
| 2010          | Не кваліфікувалася      | Не кваліфікувалася      | Не кваліфікувалася      | Не кваліфікувалася      | Не кваліфікувалася      | Не кваліфікувалася      | Не кваліфікувалася      |
| 2011          | Не кваліфікувалася      | Не кваліфікувалася      | Не кваліфікувалася      | Не кваліфікувалася      | Не кваліфікувалася      | Не кваліфікувалася      | Не кваліфікувалася      |
| 2012          | Не кваліфікувалася      | Не кваліфікувалася      | Не кваліфікувалася      | Не кваліфікувалася      | Не кваліфікувалася      | Не кваліфікувалася      | Не кваліфікувалася      |
| 2013          | Не кваліфікувалася      | Не кваліфікувалася      | Не кваліфікувалася      | Не кваліфікувалася      | Не кваліфікувалася      | Не кваліфікувалася      | Не кваліфікувалася      |
| 2014          | Не кваліфікувалася      | Не кваліфікувалася      | Не кваліфікувалася      | Не кваліфікувалася      | Не кваліфікувалася      | Не кваліфікувалася      | Не кваліфікувалася      |
| 2015          | Не кваліфікувалася      | Не кваліфікувалася      | Не кваліфікувалася      | Не кваліфікувалася      | Не кваліфікувалася      | Не кваліфікувалася      | Не кваліфікувалася      |
| 2016          | Не кваліфікувалася      | Не кваліфікувалася      | Не кваліфікувалася      | Не кваліфікувалася      | Не кваліфікувалася      | Не кваліфікувалася      | Не кваліфікувалася      |
| 2017          | Не кваліфікувалася      | Не кваліфікувалася      | Не кваліфікувалася      | Не кваліфікувалася      | Не кваліфікувалася      | Не кваліфікувалася      | Не кваліфікувалася      |
| 2018          | Не кваліфікувалася      | Не кваліфікувалася      | Не кваліфікувалася      | Не кваліфікувалася      | Не кваліфікувалася      | Не кваліфікувалася      | Не кваліфікувалася      |
| 2019          | Не кваліфікувалася      | Не кваліфікувалася      | Не кваліфікувалася      | Не кваліфікувалася      | Не кваліфікувалася      | Не кваліфікувалася      | Не кваліфікувалася      |
| 2020          | Виступає                | Виступає                | Виступає                | Виступає                | Виступає                | Виступає                | Виступає                |
| Загалом       | 0/36                    | -                       | -                       | -                       | -                       | -                       | -                       |